# Pieczęć stanowa Karoliny Południowej

Pieczęć stanowa Karoliny Południowej

Pieczęć stanowa Karoliny Południowej jest jedną z najstarszych. Uchwalono ją w 1776 roku. Przedstawia dwa eliptyczne pola, łączone gałązkami palmy. Stała się symbolem zwycięstwa po tym, jak w 28 czerwca 1776 roku w forcie na wyspie Sullivan w porcie Charleston pokonano flotę brytyjską. Fort zbudowany był z pni tej palmy, która obficie występuje na wyspie.
Prawe (heraldycznie) pole przedstawia upadłe drzewo, symbolizujące pokonanych wrogów, a stojące - zwycięzców. Obwiązane jest wstęgą Quis Separabit? (Kto Rozdzieli?). 12 włóczni reprezentuje 12 pozostałych kolonii. Powyżej napis South Carolina, a poniżej Animis Opibusque Parati (Przygotowani w umyśle i surowcach).
Na drugim polu umieszczono kobietę, symbolizującą Nadzieję. Stoi na brzegu zaśmieconym bronią po bitwie. Trzyma gałązkę laurową. Na najdalszym planie można ujrzeć wschodzące słońce. U stóp kobiety znajduje się napis Spes (Zaufanie), a ponad nią Dum Spiro, Spero (póki żywota, póty nadziei)(dopóki żyję, jest nadzieja).